# Waldemar Bakumenko

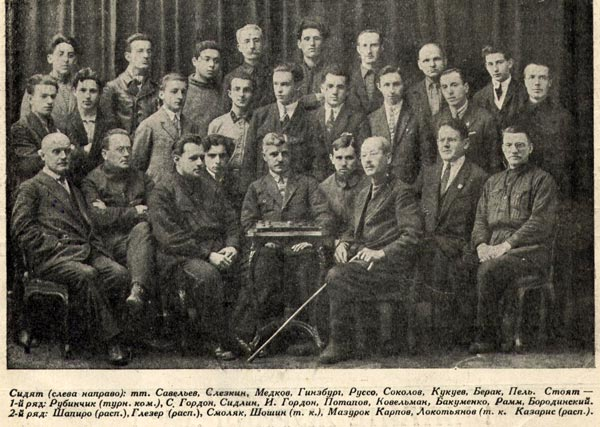

Waldemar Bakumenko, nascido Vladimir Mikhailovich Bakumenko (rus. Владимир Михайлович Бакуменко; Carcóvia, 6 de abril de 1908  — São Paulo, 13 de maio de 1969) foi um desportista soviético ucraniano e brasileiro, jogador de damas nas variantes russa e brasileira, jornalista de damas e divulgador do jogo, e um dos fundadores das regras da variante brasileira do jogo de damas.

## Biografia
Nasceu em 1908 no centro industrial da cidade de Carcóvia, na Ucrânia. Aprendeu a jogar damas aos 17 anos em um clube esportivo, onde também praticava futebol.
Em 1926, por sugestão do treinador do clube de damas, participou de uma sessão de jogos simultâneos. Bakumenko venceu o match e, depois de alguns meses, conseguiu vencer o campeonato do clube.
No ano de 1926, Bakumenko registrou um rápido crescimento na sua performance como jogador de damas, que culminou na vitória no campeonato de damas da cidade de Carcóvia daquele ano.
Em outubro de 1927, competindo contra 22 competidores da União Soviética, Bakumenko obteve o título de campeão nacional.
Na década de 1930, ele se formou em engenharia de processos.
Mesmo durante a Segunda Guerra Mundial ele continuou próximo ao esporte, escrevendo sobre o jogo de damas em uma coluna de um jornal.
Em 1943, Bakumenko deixou a União Soviética.
Em 1954, emigrou para o Brasil, e foi morar na cidade de São Paulo.  Ele trabalhou como contador em uma construtora. 
Em 21 de julho de 1954, Waldemar Bakumenko deu início à prestigiada "COLUNA DO DAMISTA" no jornal "A Gazeta Esportiva", que foi publicada ininterruptamente todos os sábados durante 11 anos. Ele a conduziu até a sua morte em maio de 1969. 
Durante a sua vida no Brasil, Bakumenko lançou as bases para a disseminação de técnicas de damas mais avançadas, para a padronização dos nomes das aberturas, e para a disseminação de temas de combinação.
Publicou vários livros.  

## Carreira
Em 1927 tornou-se o mais jovem campeão soviético de damas (aos 18 anos), tendo vencido um match adicional pelo 1º lugar contra S. Sokolov com uma vitória e três empates (resultado no campeonato: 9 vitórias, 9 empates e uma derrota).
Recebeu o título de Mestre de Esportes da URSS em 1927.
Em 1928, ele perdeu o match (também conhecido como o IV Campeonato da URSS) para o ex-campeão soviético Vasiliy Medkov (4 vitórias, 10 empates e 6 vitórias). Cada um dos participantes publicou um livro com os seus próprios comentários. Depois desse ano, Bakumenko não participou mais dos campeonatos nacionais soviéticos, jogando apenas na Ucrânia.
Em 1928 ele ficou em segundo lugar no campeonato ucraniano masculino de damas, realizado em Odessa. 
Em 1940, Bakumenko se encontrou com Iser Kuperman em um match-torneio de quatro partidas pelo título de campeão ucraniano, e ficou com o primeiro lugar.

## Morte
Em 15 de maio de 1969, o jornal Gazeta Esportiva, de São Paulo, publicou uma matéria sobre a morte de Waldemar Bakumenko. O diretor da Federação Paulista de Damas, Carlos Alberto, anunciou o falecimento do esportista. Bakumenko morreu em seu sexagésimo primeiro ano de vida, enquanto estava internado em um hospital municipal. O funeral ocorreu em 14 de maio de 1969. 

## Família
- Irmão - Grigory Mikhailovich Bakumenko (rus. Бакуменко Григорий Михайлович; 1914 — ? ) - tenente, comandante na Ordem da Estrela Vermelha. [8]
- Primeira esposa - Valentina Petrovna Chernenkaya (rus. Валентина Петровна Черненькая; 1917 — 1980)
- Filha (do primeiro casamento) - Lyudmila Vladimirovna Bakumenko (Sosnitskaya) (rus. Людмила Владимировна Бакуменко (Сосницкая); 1939 — 2021)
- Neto - Alexander Yurievich Sosnitsky (rus. Александр Юрьевич Сосницкий, nascido em 1963)
- Bisneto - Yuri Alexandrovich Sosnitsky (rus. Юрий Александрович Сосницкий, nascido em 1990) - artista, crítico de arte.
- Segunda esposa - Tamara Ljubtschenko[9]